# أنثوني زي
أنتوني زي (الصينية 徐一鸿 1945) هو عالم فيزيائي أمريكي من اصل صيني يعمل حاليا أستاذ في معهد كافلي للفيزياء النظرية وقسم الفيزياء جامعة كاليفورنيا، سانتا باربرا. بعد تخرجه من برينستون، حصل زي على الدكتوراه من جامعة هارفارد في عام 1970، تحت إشراف سيدني كولمان. خلال الفترة 1970-1972 و 1977-1978، والتحق بمعهد الدراسات المتقدمة. من 1973 إلى 1978، قام الأستاذ زي بتأليف أو نشر أكثر من 200 منشور علمي والعديد من الكتب. وقد كتب على فيزياء الجسيمات، فيزياء المادة، وغيرها من الموضوعات في مجال الفيزياء النظرية.وهو أيضا مؤلف العديد من الكتب للقراء العام عن الفيزياء والثقافة الصينية.

## التعليم
تعلم في جامعة هارفارد، وجامعة برنستون

## أهم مؤلفاته
- 1982. وحدة القوة في الكون.
- 2016 . أينشتاين الجاذبية في قشرة الأرض.

## وصلات خارجية
- https://www.kitp.ucsb.edu/zee/